# トリグラフ (駆逐艦・2代)
トリグラフ (SMS Triglav) はオーストリア＝ハンガリー帝国海軍の駆逐艦。第一次世界大戦中タトラ級駆逐艦「トリグラフ」と「リカ」戦没に伴い建造された、タトラ級とは若干の差異のあるトリグラフ代艦級と称されるものの一隻。

## 艦歴
1916年8月24日起工。1917年2月24日進水。同年6月9日に竣工し、7月27日に就役。
1917年10月18日、「トリグラフ」や巡洋艦「ヘルゴラント」などがオトラント海峡方面へ出撃したが、成果なく終わった。
11月28日、「トリグラフ」と駆逐艦「ディナラ」、「シュトライター」、「レカ」、「フサール」や水雷艇はセニガッリア・リミニ間の鉄道を攻撃した。
12月19日、Cortellazzo砲撃を行う戦艦「Árpád」、「ブダペスト」を巡洋艦「アドミラル・シュパウン」などとともに護衛。
1918年4月22日、「トリグラフ」と駆逐艦「リカ」、「チェペル」、「Uzsok」、「Dukla」はオトラント海峡へ出撃。ヴァロナ沖でイギリス駆逐艦「ホーネット」、「ジャッカル」と遭遇して交戦し、それらを損傷させた。
1918年10月、オーストリア＝ハンガリー帝国は崩壊し始め、30日に皇帝カール1世は艦隊のザグレブの国民評議会への引き渡しを決めた。しかし、戦後大半の艦艇は連合国間で分配されることとなった。
「トリグラフ」はイタリアに引き渡されて「Grado」と改名され、1937年に解体された。